# Никифор Вриенний Старший
Ники́фор Врие́нний Ста́рший (греч. Νικηφόρος Βρυέννιος ο πρεσβύτερος) — византийский военачальник, предпринявший в конце XI века неудачную попытку стать императором. События его жизни подробно изложены в «Алексиаде».

## Биография
Никифор Вриенний происходил из знатной византийской семьи Вриенниев, представители которой упоминались уже в IX веке. О ранней жизни Никифора известно не много, кроме того, что его военная карьера успешно развивалась, и при императоре Романе IV он был одним из военачальников в битве при Манцикерте. Командуя левым крылом византийской армии, он, несмотря на общую неудачу, показал себя хорошим полководцем. В 1072—1073 годах он исполнял обязанности дукса Болгарии, где он восстановил византийский контроль после серии восстаний, после чего получил важный пост дукса Диррахия.
Примерно в 1077 году Никифор, к тому времени уже не занимавший поста губернатора Диррахиума, разочаровался в политике императора Михаила VII, который, уступив сельджукам большие территории в Анатолии, показал себя неэффективным и неспособным правителем. Слабость императора, жадность его министров и тот факт, что главный из них — Никифорица — приказал убить его, вдохновили Никифора на попытку захвата трона.
С собранной из фракийцев, болгар, македонцев, славян и греков армией Никифор в ноябре 1077 оказался под стенами Константинополя. Восстание Никифора было поддержано его братом Иоанном, которому удалось взбунтовать варяжских и франкских наёмников. Отряды обоих братьев встретились в Эносе, где в ноябре 1077 года Никифор провозгласил себя императором. После этого объединённые силы мятежников заняли Адрианополь. Следующей зимой Иоанн Вриенний пытался захватить Константинополь, но был отражён отрядами под командой Руселя и Алексея Комнина. Однако, в конце концов, политическая слабость Михаила позволила Никифору Вотаниату захватить власть.
Новый император предложил Вриеннию титул цезаря, однако тот отказался, после чего Вотаниат послал против него молодого Алексея Комнина. Несмотря на то, что Вриенний обладал лучшей армией, в битве при Калаврие он потерпел поражение, был захвачен и ослеплён. Поскольку он больше не представлял угрозы, Вотаниат не только возвратил ему поместья и собственность, но и дал новые титулы. Вероятно, Вриенний поселился в Адрианополе. Будучи слепым, он организовал успешную оборону города от куманов в 1094/1095 году, также как и от самозванца, называвшего себя Константином Диогеном, сыном императора Романа IV, умершего в 1073 году.
Никифор Вриенний имел, как минимум, одного сына. Неизвестно, был ли Никифор Вриенний Младший его сыном или внуком.